# 新・世界の料理ショー
新・世界の料理ショー（しん・せかいのりょうりショー、原題：The Graham Kerr Show）は1990年代に放映されたグラハム・カー司会のアメリカのテレビ料理番組である。

## 番組概要
1960年代終盤から世界38か国で放映され人気番組となった『世界の料理ショー』から20年以上後の1990年に製作された番組であり、初老になったグラハム・カーがロマンス・グレーの白髪で眼鏡（老眼鏡）を掛けて登場した。かつての高脂肪、高カロリー、高コレステロール料理中心だったのを一新しヘルシー志向の番組になり、相変わらずジョークを交えながらの楽しいおしゃべりをしながら料理を進行。ただ、やはり年齢的なものか、かつてのような下ネタ交えたネタやジョークは随分控え目になっていた。旧作には無かったカロリー表まで出すようになった。時々有名レストランのシェフをゲストに招いたこともあった。
当初はワシントン州シアトルのテレビ局KING-TVで制作され配信されていたが、その後ディスカバリーチャンネルの制作・配信となった。
日本では1990年代に毎日放送、TOKYO MXほかで放送された。声優は池田勝が担当した。

## メニュー
- 和風餡かけオムレツ
- いちじくのクラストのチーズケーキ
- クリスマス・プディング
- イカフライとディップ・ソース 〜グラハム風〜
- チーズ控えめのトマトピッツァ
- エビとリマ豆のカボチャ詰め 〜リバー・カフェ風〜
- 牛ヒレのベネディクト
- サーモン・ハッシュ 〜カリフォルニア風〜
- ポテトのパン詰め
- ステーキ肉とカキのパイ
- スモーク・チキンとパスタ 〜グラハム風〜
- タラとリンゴのスープ
- 海の幸のクレープ
- チキンのうす風ピザ 〜グラハム風〜
- ラムのカレー 〜北インド風〜
- マスのマリネード蒸し 〜バンコク風〜
- スパゲッティ・カルボナーラ 〜グラハム風〜
- マグロのネクタリン・ソース和え 〜グラハム風〜
- パンケーキ 〜アムステルダム風〜
- シュリンプ・ロール 〜690番地風〜
- クラムチャウダー 〜シアトル風〜
- チキンのサンドイッチ 〜モスクワ風〜
- ポップコーン 〜グラハム風〜